# شون مورتنسن
شون مورتنسن (بالإنجليزية: Shawn Mortensen)‏ هو مصور أمريكي، ولد في 14 نوفمبر 1965، وتوفي في 15 أبريل 2009.

## وصلات خارجية
- شون مورتنسن على موقع ميوزك برينز (الإنجليزية)